# LMBT
Az LMBT betűszó a nemzetközi szóhasználatban elterjedt LGBT magyar fordítása. A rövidítés feloldása: Leszbikusok, Melegek, Biszexuálisok, Transzneműek. Az elnevezés ezen társadalmi csoportok által alkotott közösség összefoglaló megjelölésére használatos. 
Az LMBTQ esetében a Q a queer csoportot jelzi. Akadnak, akik a teljes közösségre hivatkozva az LMBTQ+ betűszót használják, mert egyszerűbb és gyorsabb, mint végigsorolni az összes csoportot jelölő betűjelet. A különféle LMBT körök megkülönböztető LMBT szimbólumokat vettek fel.

## Az egyes szavak jelentése
A betűszóban képviselt minden egyes szó hivatkozhat ennek a csoportnak a tagjaira is és az őket befogadó szubkultúrára is. Ebbe beletartoznak az őket támogató szervezetek is.

### Leszbikus
Ebben a szövegkörnyezetben a leszbikus szó a kizárólag nőkhöz vonzódó nőkre vonatkozik.

### Meleg
Leginkább férfiakra használják, akik – hasonlóan a leszbikus nőkhöz – azonos nem iránt éreznek szexuális vonzalmat, de nőkre is lehet használni.

### Biszexuális
A biszexuális szó meghatározása az „egy személy (akár férfi, akár nő), aki mindkét nemhez vonzódik”.

### Transznemű

A transzneműség szimbóluma

A transzneműség a születéskor kijelölt társadalmi nemtől (gender) és/vagy biológiai nemtől (szexus) eltérő önazonosítás vagy kifejezés. Ernyőfogalomként magában foglalja a nemi identitás és a nemi önkifejezés széles spektrumát. Ellentéte a ciszneműség.

## Története

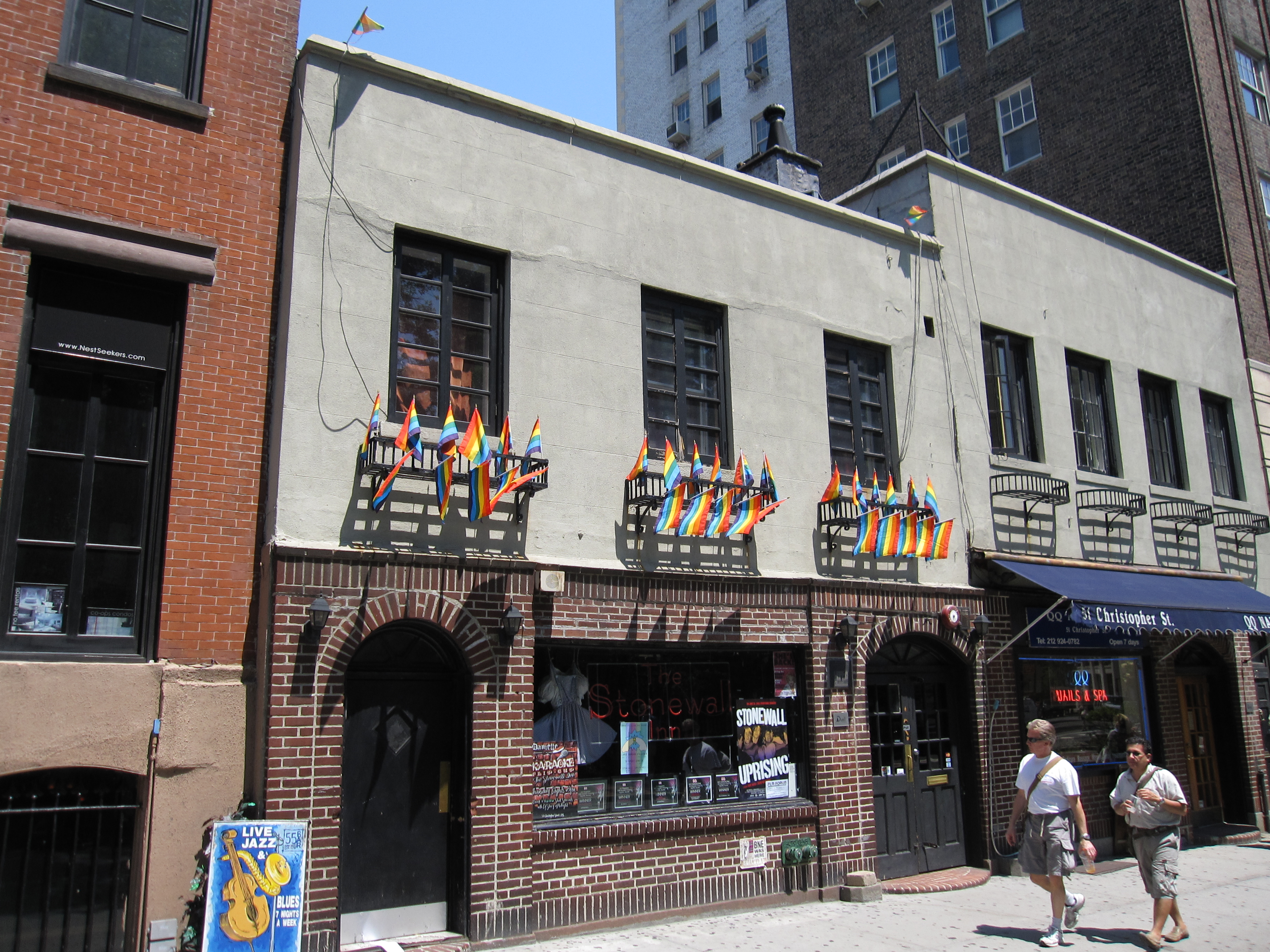
A Stonewall Inn emlékhely New York-ban, 2010-ben

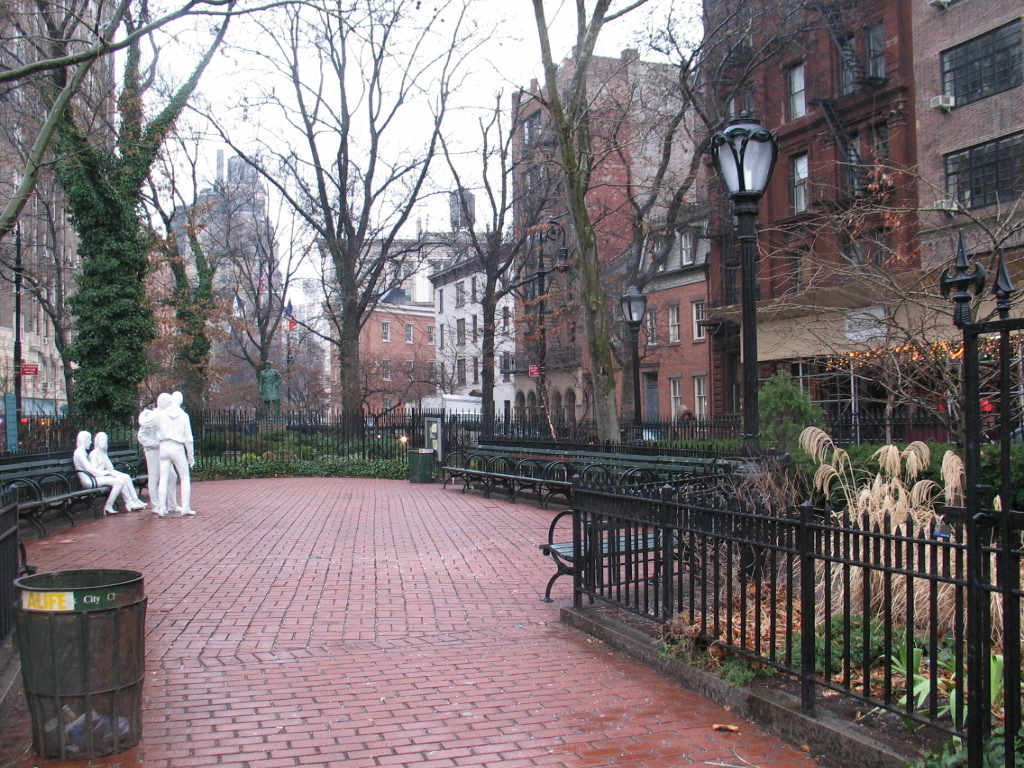
A meleg felszabadítási emlékmű a New York-i Manhattan Greenwich Village negyedében lévő Christopher Parkban, a két álló férfit és két ülő nőt ábrázoló installáció a Stonewall-lázadásnak állít emléket

Az LMBT betűszó az angol LGBT kifejezés fordítása, így eredete is angol nyelvterülethez köthető, ahol az 1960-as évek szexuális forradalma hozta meg ezeknek az embereknek jogaik elismerését. Mindeddig nem volt összefoglaló elnevezés a homoszexuálisokra, biszexuálisokra és transzneműekre, leszámítva a lekezelő „a harmadik nem” kifejezést, mely a második világháború utáni időkre kiesett a használatból.
Az első kifejezéshez, melyet használni kezdtek, a homoszexuálishoz túl sok negatív töltet társult, emiatt a gay szót vették használatba, melyet eredeti jelentésében („jókedvű”, „vidám”) már csak régebbi szövegekben találhatunk. Ezt magyarra leginkább melegként fordítják. (A hazai köznyelvben a homoszexuális - vagyis leszbikus - nőkre is elterjedt a diszkrét hangzású meleg szó használata.) Eleinte a gay a leszbikusokat is jelentette, később egyre inkább csak a meleg férfiakat, ezért gyakoribbá vált a gay and lesbian – meleg és leszbikus – kifejezés használata a velük azonos neműekhez vonzódó emberekre.
Az 1970-es évek vége, 80-as évek eleje felé, ahogy azonban múlni kezdett a Stonewall-lázadás keltette eufória, változni kezdett a közösség álláspontja, és több meleg és leszbikus már nem vállalta a közösséget a biszexuális és transznemű emberekkel. Előbbieket azzal gyanúsították, hogy tulajdonképpen nem biszexuálisok, hanem melegek vagy leszbikusok, csak félnek előbújni, utóbbiakat pedig azzal vádolták, hogy rájátszanak a sztereotípiákra. A biszexuálisok és a - Stonewall-lázadásban jelentős szerepet vállaló - transzneműek is kezdték kiharcolni a jogaik érvényesítését és visszakapták a helyüket a szubkultúrában. Csak az 1990-es években vált általánossá egyenrangúként beszélni melegekről, leszbikusokról, biszexuálisokról és transzneműekről a mozgalmon belül. Ennek hatására nőtt a közösségen belüli szolidaritás.
Azóta a fősodratú melegfelszabadítási mozgalom folyamatosan veszített a radikális hangvételéből és egyre inkább a jogegyenlőség és a társadalmi elfogadás kérdései kerültek a mozgalom középpontjába. A „szexuális felszabadítás” jelszavának helyét átvette a „jogaitól megfosztott kisebbség” retorikája. A jogegyenlőség biztosításának elsődleges eszköze azonban továbbra is a láthatóság megteremtése, a szexuális irányultság nyilvános felvállalása maradt. Az ezredfordulót követően a nyugati országokban az LMB egyenlőség sikeres, ugyanakkor még korántsem teljes elérésével a transzneműség körüli párbeszédek, elméleti viták és mozgalmak kapnak fontosabb és hangsúlyozottabb közéleti szerepet.
Innentől az LMBT kifejezés egyre inkább elterjedtté vált, és az angol nyelvű országokban a legtöbb közösség és a sajtó is használja. Ennek ellenére gyakran még manapság sem mindig tudni, hogy valaki, aki névleg az LMBT-jogok elkötelezettje, nem csupán az egyik csoport érdekeiért küzd-e, hanem valóban olyan átfogó szemléletű, mint a magyar főváros legnagyobb LMBTQ+ fesztiválját szervező aktivista csapat, a Budapest Pride, vagy az LMBTQ+ emberek elfogadásáért nyíltan síkra szálló, a Prezi, az Espell Archiválva 2021. július 29-i dátummal a Wayback Machine-ben és a Google által 2013-ban alapított Nyitottak vagyunk kezdeményezés.

## Változatok

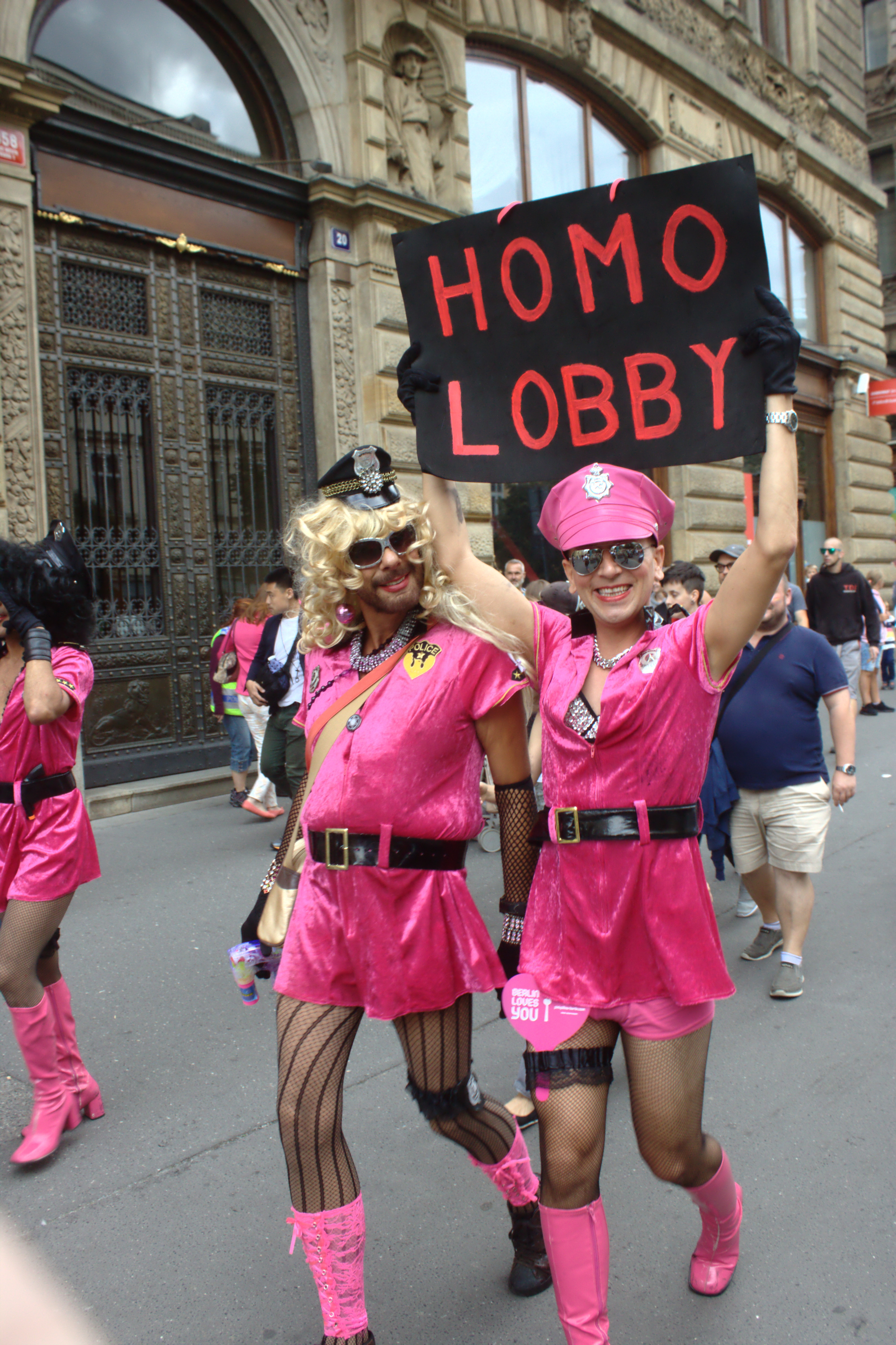
Vidám felvonulók a 2017-es prágai Pride-on

A betűszónak angolul több változata létezik; egyesek csak a betűk sorrendjét változtatják, mások újabb betűkkel egészítik ki. A leggyakrabban egy Q betűt adnak hozzá a queer vagy a nemi irányultság és/vagy identitás még nem eldöntött questioning (kb. „kíváncsi”; néha kérdőjellel is jelölhetik) rövidítéseként (esetleg két Q-t mindkét csoport jelölésére), A-t az aszexuálisok, I-t az interszexuálisok, P-t a pánszexuálisok vagy O-t az omniszexuálisok jeleként. Jelenleg használt legteljesebb változata az LGBTTTIQQA betűk valamely sorrendje, de ez rendkívül ritka.
A betűszó időről időre történő bővítése helyett vannak csoportok és szervezetek, amelyek az LGBT+ / LMBT+ változatot használják, a + jellel utalva a lista lezáratlanságára, a további közösséghez tartozó kategóriákra / identitásokra.

## Fontos fogalmak, kifejezések
- Az LMBTQ közösséggel és a társadalmi nemekkel kapcsolatos legújabb fogalomgyűjtemény
- Karsay Dodó, Virág Tamás - Kérdőjelek helyett / LMBTQI-Kisokos a médiának útmutató (Magyar LMBT Szövetség, 2015) ISBN 978-963-12-2728-4